# أوليفر بلانكيت
أوليفر بلانكيت (بالأيرلندية: Oilibhéar Pluincéid) عالم لاهوتي كاثوليكي أيرلندي ولد في لوفكرو في مقاطعة ميث وتلقى تعليما خاصا في روما حيث رافق الأب سكارامبي عام 1645، ومن عام 1657 إلى 1669 أصبح أستاذا للعلوم الدينية، وتصادق مع المؤرخ بالافيتشيني وأصبح ممثلا للعلاقات الدينية الأيرلندية في روما، وعينه البابا كليمينت التاسع كبير أساقفة أرماغ رئيس الكنيسة الأيرلندية في يوليو 1669 ووصل إلى بلده في مارس 1670.
أظهر اللورد بيركلي أوف ستراتون نائب الملك معه تعاطفا وسمح له بإنشاء مدرسة يسوعية في دبلن واظهر بلانكيت اجتهادا في قضية كنيسته، وكان بلانكيت يعيش في فقر شديد لكن المعايير الشديدة التي أتى بعها مرسوم الاختبار الذي صدر عام 1672 كان له أثر قاسي عليه، وفي ديسمبر 1678 تم سجنه في قلعة دبلن لستة أسابيع حيث اتهم بضلوعه في الخطة البابوية (حيث ادعى تيتوس أوتس ان هناك مؤامرة يدبرها الكاثوليك لإعدام الملك تشارلز الثاني)، واحضر على لندن في يونيو 1681 استدعى للمحاكمة في كينغز بينش واتهم بجلب الجيش الفرنسي إلى كارلينغفورد.
قام بالدفاع عن نفسه بشكل جيد ولكن الملفين أدانوه بالخيانة على أبسط دليل وفي 1 يوليو 1681 تم شنقه وتربيعه في تايبورن.

## روابط خارجية
- أوليفر بلانكيت على موقع الموسوعة البريطانية (الإنجليزية)